# Engelsk svartfisk
Engelsk svartfisk (Schedophilus medusophagus) är en fisk i familjen svartfiskar.

## Utseende
Den engelska svartfisken har en avlång kropp som är sammantryckt från sidorna. Ryggfenan är lång och låg. Färgen är mörkt grön- till rödgrå med svaga färgvariationer och svart munhåla. Sidolinjen är tydligt markerad. Gällockets bakkant är taggförsedd. Den kan bli drygt 50 cm lång.

## Vanor
De vuxna fiskarna lever pelagiskt, framför allt utanför kontinentalhyllorna på ett djup mellan 200 och 350 m. Ungfiskarna (upp till 20 cm längd) håller till på grundare vatten under maneter.
Födan består framför allt av maneter och kammaneter, men även kräftdjur tas.

## Utbredning
Utbredningsområdet omfattar Atlanten från North Carolina i USA till södra Kanada och vidare till Island, västra Brittiska öarna till Azorerna, Madeira, Medelhavet och Marocko. 
Eventuellt kan den även finnas utanför Australien.